# ألفية 4
الألفية الرابعة، وهي الألفية التي تبدأ من 1 يناير 3001، وتنتهي في 31 ديسمبر 4000، حسب حساب التقويم الغريغوري.

## أحداث متوقعة
- أرتفاع مستويات البحار في العالم بمقدار 6.8 متر بحلول القرن 31 في ظل سيناريو الانبعاثات العالية.[1]